# Distrito electoral federal 2 de Durango
El II Distrito Electoral Federal de Durango es uno de los 300 Distritos Electorales en los que se encuentra dividido el territorio de México para la elección de diputados federales y uno de los 4 en los que se divide el estado de Durango. Su cabecera es la ciudad de Gómez Palacio.
Desde la distritación de 2017, el II Distrito abarca la sección norte del estado Durango, en los territorios de los municipios de Gómez Palacio, Guanaceví, Hidalgo, Indé, Mapimi, Ocampo, El Oro, San Bernardo, San Pedro del Gallo y Tlahualilo.

## Distritaciones anteriores

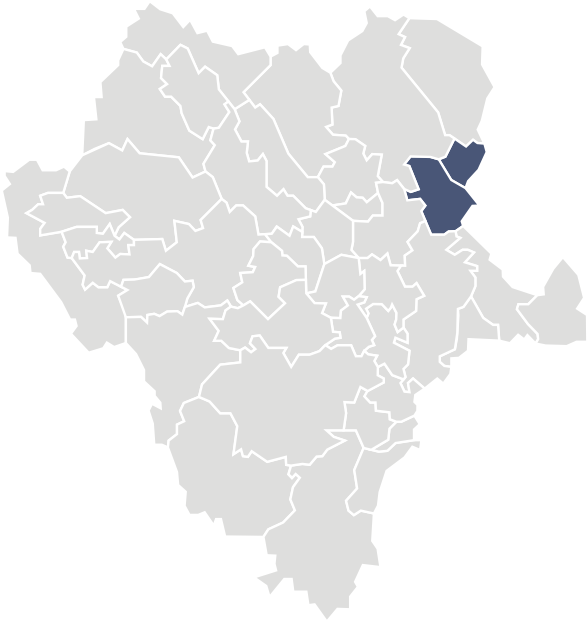
Territorio del II Distrito entre 2005 y 2017.

### Distritación 1996 - 2005
De 1996 a 2005 el distrito II de Durango está formado por los municipios de Gómez Palacio, Hidalgo, Mapimí y Tlahualilo.

### Distritación 2005 - 2017
Tras el proceso de distritación de 2005, el territorio del Distrito II está integrado por los municipios de Gómez Palacio y Lerdo.

## Diputados por el distrito
| Diputado                          | Grupo parlamentario | Legislatura                 | Periodo                 |
| --------------------------------- | ------------------- | --------------------------- | ----------------------- |
| Francisco Gómez Palacio y Bravo   |                     | Constituyente               | 1856 - 1857             |
| Juan Jáquez                       |                     | I                           | 1857                    |
| Vacante                           | Vacante             | II                          | 1861 - 1863             |
| Carlos Santamaria                 |                     | III                         | 1863 - 1865             |
| Benigno Silva                     |                     | IV                          | 1867 - 1868             |
| Vacante                           | Vacante             | V VI VII VIII               | 1869 -1878              |
| Vacante                           | Vacante             | IX                          | 1878 - 1880             |
| Ignacio Gómez del Palacio         |                     | X                           | 1880 - 1882             |
| Rafael Salcido                    |                     | XI XII XIII XIV XV XVI XVII | 1882 - 1896             |
| Roberto Orrantia                  |                     | XVIII                       | 1896 - 1898             |
| Juan N. Flores y Quijar           |                     | XIX                         | 1898 - 1900             |
| Leopoldo Rincón                   |                     | XX                          | 1900 - 1902             |
| Nicolás Menocal                   |                     | XXI XXII XXIV XXV           | 1902 - 1906 1908 - 1912 |
| Vacante                           | Vacante             | XXIII                       | 1906 - 1908             |
| Pedro B. Álvarez                  |                     | XXVI                        | 1912 - 1914             |
| Rafael Espeleta                   |                     | Constituyente               | 1916 - 1917             |
| Francisco Arreola R.              |                     | XXVII                       | 1917 - 1918             |
| Alfredo Breceda Mercado           |                     | XXVIII                      | 1918 - 1920             |
| Ignacio Borrego                   |                     | XXIX                        | 1920 - 1922             |
| Lorenzo Gámiz                     |                     | XXX                         | 1922 - 1924             |
| Salvador Reyes Avilés             |                     | XXXI                        | 1924 - 1926             |
| Pedro Álvarez                     |                     | XXXII XXXIII                | 1926 - 1930             |
| Liborio Espinosa y Elenes         |                     | XXXIV                       | 1930 - 1932             |
| Dionisio Ortiz Acosta             |                     | XXXV                        | 1932 - 1934             |
| Roberto López Franco              |                     | XXXVI                       | 1934 - 1937             |
| Tomás Palomino Rojas              |                     | XXXVII                      | 1937 - 1940             |
| Mariano Padilla                   |                     | XXXVIII                     | 1940 - 1943             |
| Miguel Breceda                    |                     | XXXIX                       | 1943 - 1946             |
| J. Encarnación Chávez             |                     | XL                          | 1946 - 1949             |
| Carlos Real Jr                    |                     | XLI                         | 1949 - 1952             |
| Enrique Dupré Ceniceros           |                     | XLII                        | 1952 - 1955             |
| Manuel García Santibáñez          |                     | XLIII                       | 1955 - 1958             |
| Francisco Torres García           |                     | XLIV                        | 1958 - 1961             |
| Gonzalo Salas Rodríguez           |                     | XLV                         | 1961 - 1964             |
| Jesús José Reyes Acevedo Soto     |                     | XLVI                        | 1964 - 1967             |
| J. Natividad Ibarra Rayas         |                     | XLVII                       | 1967 - 1970             |
| Manuel Esquivel Gámez             |                     | XLVIII                      | 1970 - 1973             |
| Jesús José Gamero Gamero          |                     | XLIX                        | 1973 - 1976             |
| Maximiliano Silerio Esparza       |                     | L                           | 1976 - 1979             |
| Eduardo López Faudoa              |                     | LI                          | 1979 - 1982             |
| Jesús Ibarra Rayas                |                     | LII                         | 1982 - 1985             |
| Cristóbal Julián García Ramírez   |                     | LIII                        | 1985 - 1988             |
| J. Natividad Ibarra Rayas         |                     | LIV                         | 1988 - 1991             |
| José Miguel Castro Carrillo       |                     | LV                          | 1991 - 1994             |
| Sabino González Alba              |                     | LVI                         | 1994 - 1997             |
| Francisco Javier Ponce Ortega     |                     | LVII                        | 1997 - 2000             |
| Francisco Raúl Ramírez Ávila      |                     | LVIII                       | 2000 - 2003             |
| Rosario Saénz López               |                     | LIX                         | 2003 - 2006             |
| Leticia Herrera Ale               |                     | LX                          | 2006 - 2009             |
| Ricardo Rebollo Mendoza           |                     | LXI                         | 2009 - 2012             |
| Marina Vitela Rodríguez           |                     | LXII                        | 2012 - 2015             |
| María del Rocío Rebollo Mendoza   |                     | LXIII                       | 2015 - 2018             |
| Marina Vitela Rodríguez           |                     | LXIV                        | 2018 - 2019             |
| María de Lourdes Montes Hernández | 2019 - 2021         | LXIV                        |                         |
| Omar Castañeda González           |                     | LXV                         | 2021 - 2024             |
| Betzabé Martínez Arango           |                     |                             |                         |

## Resultados electorales

### 2018
|  | 27.96 % |

|  | 19.58 % |

|  | 2.41 % |

|  | 1.88 % |

|  | 45.13 % |

|  | 0.03 % |

|  | 2.99 % |

|  | 100.00 % |

### 2009
| Elecciones federales de 2009 | Elecciones federales de 2009                   | Elecciones federales de 2009 | Elecciones federales de 2009      | Elecciones federales de 2009 | Elecciones federales de 2009 |
| Partido/Coalición            | Partido/Coalición                              | Candidato                    | Candidato                         | Votos                        | Porcentaje                   |
| ---------------------------- | ---------------------------------------------- | ---------------------------- | --------------------------------- | ---------------------------- | ---------------------------- |
|                              | Partido Acción Nacional                        |                              | Julio Alberto Castañeda Castañeda |                              |                              |
|                              | Partido Revolucionario Institucional           |                              | Ricardo Rebollo Mendoza           |                              |                              |
|                              | Partido de la Revolución Democrática           |                              | Cecilio Campos Jiménez            |                              |                              |
|                              | Coalición Salvemos a México (PT, Convergencia) |                              | Gerardo Márquez Muñoz             |                              |                              |
|                              | Partido Verde Ecologista de México             |                              | Gerónimo Martínez Galaviz         |                              |                              |
|                              | Partido Nueva Alianza                          |                              | Alfredo Barrón Torres             |                              |                              |
|                              | Partido Socialdemócrata                        |                              | Irma Estela Campos Ochoa          |                              |                              |
|                              | Partido Duranguense                            |                              | No Registró Candidato             |                              |                              |
|                              | Nulos                                          |                              |                                   |                              |                              |
| Total                        |                                                |                              |                                   |                              |                              |
| Fuente:                      |                                                |                              |                                   |                              |                              |